# 郭玉闪
郭玉闪（1977年—），福建莆田人，中国公共知识分子，是北京大学政治经济学硕士，传知行社会经济研究所创始人、理事、所长，《第一财经》特约评论员，原《新青年·权衡》杂志执行主编。主要研究领域为民生、公共政策方面的管制经济学分析，同时多年来倡导破除垄断的管制改革。目前参与传知行税收、出租车业、三峡工程等领域的研究。作家余世存对他的描述是“一个热情似火的学者，做过沙龙、慈善、环保、维权、学术、翻译”。

## 个人经历
郭玉闪在北大读书期间，恰逢“一塌糊涂BBS”如日中天，他成为公民生活版块的活跃网民，参与组织“草坪沙龙”，邀请崔卫平、王怡等学者和社会人士来到静园草坪，跟同学们座谈。

### 参选人大
2003年，郭玉闪和许志永、王彦等人一起做海淀区人大选举推动，他们在很短时间内做了一个选民调查，调查选民对“用预选或分组预选产生正式候选人”的意见，在调查中，他们一共发放了1500份调查问卷，回收1433份，其中有效问卷1344份（无效问卷89份），同意预选的有1192份，占88.7%；不同意预选的有 152份，占11.3%。由调查结果可知，同意用预选方式产生正式候选人的占了选民的绝大多数（88.7％），可见预选是“较多数选民的意见”。因此，他们向北大燕园选举办公室建议，应当尊重民意，采用预选方式产生正式候选人，使选举更为公平合理，但他们的意见未被采纳，表示只能下届施行，基于对程序的不接受，郭玉闪、王彦以及陈玉明宣布退出选举。
郭玉闪自2004年起即开始关注出租车行业研究，是国内最早从经济学理论角度剖析出租车行业现状和症结，探讨国际经验和改革方向的经济学者之一。进入天则经济研究所后，在其硕士论文基础上，和现任《经济观察报》总编助理的中国著名调查报道记者王克勤一起，进一步对出租车行业进行广泛的调查和研究，并于2004年发表研究报告《管制成本与社会公正》。其调研和报告的目标，是以出租车行业为突破口，研究国内行政垄断行业问题，推动行政垄断改革和市场体系的确立。

### 公盟
2004年，郭玉闪与许志永、滕彪建立NGO“公盟”，主要做法律援助工作，内容为法律研究、个案援助和公民参与。2009年公盟税案事发，公盟出纳庄璐女士无辜被拘二十多日，许志永数次公开发言称此案罪在庄璐，令庄璐承受巨大精神压力的同时也蒙受着多方责难，郭玉闪撰文《关于公盟税案所涉庄璐责任的事实与意见》为庄女士打抱不平，遂退出公盟。2011年1月，郭玉闪在《传知行学术通讯》上发表《公民社会该如何行动？——对许志永调查报告的简单诊断》一文，对钱云会案中许志永关于钱云会死亡事件的调查报告做详尽分析与诊断，阐述了公民社会在公共事件中应有之立场。

### 传知行研究所
2007年3月，郭玉闪创立了智库型NGO传知行社会经济研究所，该所目前是中国大陆最好的民间智库，自创立以来在民生方面的研究即卓有声誉，曾在2010年获得过坦普尔顿自由奖(Templeton Freedom Prize)。传知行法人名称为“北京传知行社会经济咨询有限公司”，英文名称为The Transition Institute（简称为TI）。公司内设传知行社会经济研究所，致力于调查研究社会转型过程中有关自由与公正的问题与现象，研究主要涉及税制改革、行业管制改革、公民参与、转型经验研究等等。
2013年7月18日，传知行研究所遭北京市民政局以“没有在民政部门注册”为由取缔。 此事发生在许志永被刑拘(7月16日)之后，两者被认为有关联。传知行公司依然存在。

### 帮助陈光诚
2005年8月，陈光诚为临沂暴力计生的事情来京联系郭玉闪寻求援助，后郭玉闪与滕彪陪同陈光诚一起去参与临沂暴力计生调查。后光诚入狱、出狱及再次被囚，郭一直致力于救助陈光诚家庭，为光诚自由奔走呼吁，直至2012年4月下旬前往临沂参与协助陈光诚到北京。

### 结石宝宝案
2008年三聚氰胺牛奶污染事件爆发，郭玉闪以及公盟专家在第一时间为结石宝宝家庭提供法律援助，对不合理的统一赔偿方案提出质疑，并通过法律途径维护受害家庭的权益。郭玉闪作为“公盟”三聚氰胺奶粉援助团的总协调人，“尽力让受害者群体在公众面前亮相，发出他们的声音，希望能促成专门关注三聚氰胺奶粉受害者的基金会的建立，让那些孩子和家长得到真正有效的长期救助”。2009年后，随着结石宝宝家长维权环境的恶化，将结石宝宝援助的重心转向对受害家庭的医疗与经济支持，带领着一支充满活力志愿者队伍四处奔走。郭玉闪和结石宝宝救助小组搜集、访问、核实全国各地的结石患儿，拍摄纪录影像，并紧密跟踪他们的境遇与健康状况，两年间，共为结石宝宝筹款数十万元。

### 声援占中被拘
2014年10月9日，郭玉闪被北京警方以“涉嫌寻衅滋事”罪名传唤和刑拘，并关押在北京第一看守所，之前他曾公开表态支持香港的“佔領中環”行动。2015年1月3日以“非法经营”的罪名被正式逮捕。2015年9月获得取保候审被释放，胡佳表示郭玉闪获释估计与习近平下周访美有关系。

## 采访
郭玉闪在《经济观察报》的一次采访中表示，中国的社会转型艰苦、漫长，追溯原因的话肯定是多方面的，我们不能把所有责任都归咎到强势集团的垄断、弱势群体的复杂上面，因为还是有很多空间可以做，民间的不成熟与不够专业也是要负一份责任的。我希望我们更成熟、更专业，给予社会变革更多的可能。

## 相关链接
1. 年轻人郭玉闪，2008年，经济观 https://web.archive.org/web/20111229140945/http://www.eeo.com.cn/eeo/jjgcb/2008/12/08/122799.shtml
2. 郭玉闪专访——“我正视自己的局限”，2008年，经济观察报 
http://www.eeo.com.cn/2008/1205/122798.shtml （页面存档备份，存于）
3. 009年青年领袖评选候选人郭玉闪推介词 http://news.sina.com.cn/c/2009-04-29/132917713999.shtml （页面存档备份，存于）
4. 2011年青年领袖评选候选人郭玉闪推介词 http://news.qq.com/a/20110412/000926.htm （页面存档备份，存于）
5. 传知行社会经济研究所 https://web.archive.org/web/20120506222635/http://www.zhuanxing.cn/
6. 郭玉闪网易博客 https://web.archive.org/web/20120529141642/http://blog.163.com/guoyushan_vip/
7. 郭玉闪财新博客 http://guoyushan.blog.caixin.com/ （页面存档备份，存于）